# Penalhus
Et penalhus eller pennalhus er en beholder til opbevaring af skriveredskaber og andre skolerelaterede værktøjer. De var lavet af træ med et
skydelåg, og kunne have flere rum. I dag bliver de ofte lavet af stof, så de fylder mindre. De gamle penalhuse er ved at komme frem igen.
Ordet kommer af "pen" som er afledt af det latinske "penna", der betyder "fjer" som blev brugt som skriveredskab.
Typisk indhold i et penalhus:
- Blyant
- Viskelæder
- Blyantspidser
- Kuglepen
- Tuscher
- Lineal
- Passer

og i gamle dage:
- Penneskaft
- Penne
- Griffel